# Paris sera toujours Paris
Pour les articles homonymes, voir Paris (homonymie).
Ne doit pas être confondu avec Paris est toujours Paris.
Clip vidéo
[vidéo] « Maurice Chevalier - Paris sera toujours Paris », sur YouTube
[vidéo] « ZAZ - Paris sera toujours Paris (Clip officiel) », sur YouTube
Paris sera toujours Paris est une chanson française de music-hall, composée par Casimir Oberfeld, avec des paroles d'Albert Willemetz. Interprétée et enregistrée par Maurice Chevalier en 1939, en disque 78 tours chez le label La voix de son maître,, elle est un des succès de son important répertoire, un classique de la chanson française, et des chansons sur Paris,.

## Histoire
Alors que Charles Trenet (idole zazou de la jeunesse parisienne d'alors, surnommé « le Fou chantant ») chante avec succès Ménilmontant (1938), ou La Romance de Paris (1941), Maurice Chevalier triomphe sur la scène parisienne de music-hall des Années folles, avec ses chansons humoristiques, et son parler parisien de chansonnier comique, au moment de la mobilisation française de 1939, de la drôle de guerre, puis de Paris sous l'occupation allemande, pendant la Seconde Guerre mondiale, avec entre autres Ah ! Si vous connaissiez ma poule (1938), Ça fait d'excellents Français (1939), ou Paris sera toujours Paris.

## Reprises
La chanson est entre autres rééditée sur son album Chevalier chante Paris de 1966, et reprise en particulier par Zizi Jeanmaire (1960), André Verchuren (accordéon), et Zaz (single jazz extrait de son album Paris de 2014,)...

## Liste des pistes

### Version de Zaz
Single digital (2014, Play On)
Montrer détails	Écouter tout
1. Paris sera toujours Paris (2:58)[5]

## Classements

### Version de Zaz
| Classement (2014)                       | Meilleure position |
| --------------------------------------- | ------------------ |
| Belgique (Flandre Ultratop 50 Singles)  | 27                 |
| Belgique (Wallonie Ultratop 50 Singles) | 21                 |
| France (SNEP)                           | 48                 |